# Imécourt
Imécourt is een gemeente in het Franse departement Ardennes in de regio Grand Est en telt 47 inwoners (2018). De plaats maakt deel uit van het arrondissement Vouziers.

## Geschiedenis
Tussen 1973 en 1985 maakte Imécourt deel uit van de gemeente Verpel. Beide gemeenten maakten deel uit van het kanton Buzancy tot dit op 22 maart 2015 werd opgeheven en de gemeenten werden opgenomen in het kanton Vouziers.

## Geografie
De oppervlakte van Imécourt bedraagt 8,6 km², de bevolkingsdichtheid is dus 7 inwoners per km².
De onderstaande kaart toont de ligging van Imécourt met de belangrijkste infrastructuur en aangrenzende gemeenten.

## Demografie
Onderstaande figuur toont het verloop van het inwonertal (bron: INSEE-tellingen).

Vanwege een beveiligingsprobleem met de MediaWiki Graph-software is het momenteel niet mogelijk deze grafiek weer te geven. Zodra de software is bijgewerkt zal de grafiek vanzelf weer zichtbaar worden.